# NGC 1562
NGC 1562 (другие обозначения — NPM1G -15.0224, PGC 14956) — линзообразная галактика (S0) в созвездии Эридан.
Этот объект входит в число перечисленных в оригинальной редакции «Нового общего каталога».
В январе 2016 года в галактике был обнаружен объект, предположительно являющийся сверхновой. Её спектр похож на спектр сверхновой типа Ia.